# Сибила Бургундска
Сибила Бургундска (на френски: Sybille de Bourgogne; * 1126, † 16 септември 1150, Салерно) е втората съпруга на Рожер II и така кралица на Сицилия от 1149 до 1150 г.

## Биография
Тя е дъщеря, деветото дете, на бургундския херцог Хуго II († 1143) и Матилда дьо Майен († сл. 1162). Сестра е на Одо II, херцог на Бургундия (1143 – 1162).
Сибила се омъжва през 1149 г. за крал Рожер II († 1154). Тя умира през 1150 г. при помятане.